# Emilio Trivini
Emilio Trivini (født 5. april 1938 i Dongo, død 27. august 2022) var en italiensk roer.
Trivini deltog sammen med Renato Bosatta, Giuseppe Galante, Franco De Pedrina og styrmand Giovanni Spinola i firer med styrmand ved OL 1964 i Tokyo. De vandt deres indledende heat, men i finalen kunne de ikke følge med favoritterne fra Tyskland, der vandt guld, men italienerne sikrede sig sølv et pænt stykke foran Holland på bronzepladsen.
Han deltog i samme disciplin ved OL 1968 i Mexico City, hvor italienerne kom ind på fjerdepladsen. Besætningen bestod her af Trivini, Galante, Romano Sgheiz, Luciano Sgheiz og styrmand Mariano Gottifredi.
Trivini vandt desuden en EM-bronzemedalje i firer med styrmand ved EM 1964 i Amsterdam med samme besætning som ved OL samme år.

## OL-medaljer
- 1964:  Sølv i firer med styrmand